# Domestique (titre byzantin)
Le titre de « domestikos » (en grec : δομέστικος, du latin domesticus signifiant « qui appartient à la maison ») ou « domestique » désignait, du IVe au VIIe siècle dans l’Empire romain tardif puis dans l’Empire byzantin, le premier adjoint d’un général, d’un ministre ou du gouverneur d’une province. Il était utilisé dans l’armée, l’administration palatiale, de même que dans l’administration ecclésiastique. Avec la création des thèmes et la disparition du magister militum (maitre des milices), les domestiques devinrent les commandants des six grands corps de l’armée byzantine non stationnés en province, les tagmata. Le plus important, le domestique des Scholes, prit à partir du XIe siècle le titre de « megas domestikos » ou « grand domestique ».

## Dans l’armée

### À l’origine
Dans l’armée, le terme fut employé pour désigner aussi bien des commandants de tagmata, tels le domestique des scholes, que divers officiers des tagmata ou des thèmes.
La fonction remonte au corps des protectores domestici (protecteur domestique) qui apparaissent en 346 et forment alors deux scholae, l'une d'infanterie et l'autre de cavalerie, composées de 500 hommes chacune et placées sous le commandement du comte des domestiques. Il ne s’agit pas dans ce cas d’une unité de combat, mais d’un corps qui se voit confier diverses missions de liaison et de renseignement ou se voit charger d’arrêter de hauts dignitaires. Il servit également d’école de formation pour les futurs officiers.
Créés au VIIe siècle, les thèmes désignèrent à l’origine les armées mobiles de l’empire stationnées dans des districts spécifiques, lesquels prirent également le nom de « thème ». Ces armées étaient dirigées par un strategos (stratège) dont l’état-major comportait un domestikos probablement responsable des éclaireurs, des géomètres et des médecins du régiment.
Lorsque Constantin V créa de nouveaux régiments d’élite pour mettre un terme aux révoltes du thème de l’Opsikion, quatre d’entre eux, soit les scholai (scholes), les excubitoi (excubites), les hikanatoi et les noumeroi furent dirigés par un domestikos, de même que les optimatoi dont le domestikos devint en même temps strategos du thème du même nom,. S’y ajouta au Xe siècle le corps éphémère des athanatoi, régiment de jeunes nobles créé par Jean Tzimiskès en 970.
Le plus important domestikos était domestique des Scholes qui apparait en 759 et qui devint au Xe siècle le commandant-en-chef de l’armée après l’empereur. Lorsque vers 959 les scholes virent leur nombre augmenter, elles se divisèrent en deux forces et la fonction de domestique fut scindée entre le domestique d’Orient (domestikos tēs anatolēs) et le domestique d’Occident (domestikos tēs dyseōs). Chacun d’eux avait un état-major de dix officiers supérieurs, également appelés domestiques ou protecteurs (assistant du commandant, vicarius, primicerius, adjutor, quatre centurions de cavalerie, campidoctor et actuarius). Un autre officier supérieur, appelé « comte des domestiques », supervisait non seulement ces officiers supérieurs, mais également d’autres domestiques chargés de commander divers corps des armées de campagne ou de frontières, de même que ceux envoyés en missions spéciales.
L’importance des domestiques commandant les corps d’élite est attestée par le fait que plusieurs d’entre eux tentèrent et, dans certains cas, réussirent à s’emparer du pouvoir suprême. Ce fut le cas du domestique des Excubites qui prit le nom de Michel II après l’assassinat de Léon V en 820, de Constantin Doukas, domestique des Scholes qui tenta de s’emparer du pouvoir en 912, de Bardas Sklèros, domestique d’Orient qui tenta de ravir le pouvoir à Basile II en 986, et d’Alexis Comnène, alors domestique d’Occident, qui prit le pouvoir en 1081 avec l’aide de la garde varègue.

### Le grand domestique
Vers le XIe siècle, la fonction de domestikos ton scholon fut remplacée par celle de megas domestikos (en grec : μέγας δομέστικος), alors que la fonction de domestique se transformait en simple titre honorifique et était attribuée, sous la dynastie des Paléologues, à des fonctionnaires ayant rang de gouverneurs,. L’origine de cette addition et la date à laquelle le megas domestikos remplaça le simple domestikos sont incertaines. Elle semble toutefois avoir coïncidé avec la transformation des armées qui, de défensives et cantonnées dans les provinces qu’elles étaient du VIIe au Xe siècle, devinrent au XIe siècle des forces offensives, en particulier le long des frontières du Nord et de l’Est. Les deux fonctions semblent avoir coexisté jusqu’au milieu du XIe siècle, alors que celle de megas domestikos s’imposa et fut assumée par Jean Comnène, frère de l’empereur Isaac. Par la suite, on utilisa indifféremment les titres de « grand domestique », de « grand domestique des scholes » ou de « grand domestique de l’armée ». Dans ce dernier cas, on se réfère aux XIe – XIIe siècles au commandant-en-chef de l’armée d’Orient ou de l’armée d’Occident, mais cette distinction fut abolie lorsque, l’empire se rétrécissant, on ne put entretenir deux armées différentes. La fonction comportait également diverses tâches plus directement reliées à la personne de l’empereur comme d’être aux côtés de celui-ci lors des banquets impériaux,.
On ignore également à quel rang précisément se situait cette fonction dans la titulature impériale. Au XIIIe siècle, sous la dynastie des Paléologues, elle se situait sous les rangs de prōtovestiarios et de megas stratopedarchēs. Elle prit de l’importance par la suite, si bien qu’au milieu du XIVe siècle, elle figurait parmi les plus élevées, soit immédiatement après le rang de César. Le titre de « megas domestikos » continua à être associé à la fonction de commandant-en-chef de l’armée, mais il fut également conféré à d’autres généraux ou à des membres de la cour comme Georges Mouzalon, Jean Paléologue (frère de Michel VIII), Michel Tarchaniotès, Alexis Strategopoulos et Jean Cantacuzène (le futur Jean VI), voire à des étrangers comme Guillaume II de Villehardouin qui le reçut de Michel VIII contre cession de diverses places fortes.

## Fonctions civiles ou palatiales
Diverses sources attestent la fonction de domestici à partir de 355 comme chefs de différents départements de la bureaucratie impériale. Elle est alors identique à celle de primikerios et diverses charges demeurèrent liées au titre de « domestikos » jusqu’à la fin de l’empire. D’autres fonctions évoluèrent avec la complexification de la bureaucratie et changèrent de nom. C’est ainsi que la charge de domestikos tēs basilikēs trapezēs ou « domestique de la table impériale », attestée en 680, succéda à celle de castrensis palatii, ou que le domestikos tēs thumelēs, successeur de l’ancien tribunus voluptatum du Ve siècle, demeura l’intendant  des jeux publics subventionnés par l’empereur.

## Fonctions ecclésiastiques
Dans la hiérarchie ecclésiastique, les domestiques dirigeaient certaines catégories de clercs chargé des questions d'ordre et de rituel, comme les lecteurs, les sous-diacres et plus particulièrement ceux qui exerçaient la fonction de maitre de chapelle. À ce titre, les domestikoi dirigeaient non seulement le chant lors des cérémonies mais aussi les acclamations publiques en l’honneur de l’empereur et du patriarche,.